# Andreas Mies
Andreas Mies (* 21. August 1990 in Köln) ist ein deutscher Tennisspieler. Im Doppel gewann er mit Kevin Krawietz die French Open 2019 und 2020.

## Persönliches
Mies wuchs nahe der Stadtgrenze zwischen Köln und dem Rhein-Sieg-Kreis auf. Nach seinem Abitur im Jahr 2009 erhielt Mies ein Tennisstipendium an der US-amerikanischen Auburn University in Alabama. Dort studierte er bis zum Jahr 2013 im Fach Business und spielte im Team der Auburn Tigers College Tennis. Sein Studium schloss er mit dem Bachelor ab.

## Karriere
Mies spielte ab 2013 als Profi auf der ITF Future Tour und gewann dort 18 Doppeltitel. Schnell kristallisierte sich seine Stärke im Doppel heraus, sodass er nur noch selten im Einzel antrat, wo er 2014 mit Platz 781 seine beste Platzierung erreicht hatte. Außerdem stieg Mies mit der 1. Herrenmannschaft des KTHC Stadion Rot-Weiss im August 2014 in die Tennis-Bundesliga auf und ist seitdem Bundesligaspieler für den Verein. Nach insgesamt 10 Future-Titeln im Jahr 2016 spielte er von da an hauptsächlich Turniere der ATP Challenger Tour. Seinen ersten Titel dort holte er 2017 in Rom, als er mit seinem Partner Oscar Otte im Finale Kimmer Coppejans und Márton Fucsovics in drei Sätzen bezwang. Nach zwei weiteren Titeln war er Ende des Jahres an Platz 131 notiert.
Sein erstes Grand-Slam-Turnier bestritt Mies im Jahr 2018 mit Kevin Krawietz in Wimbledon, wo die beiden nach erfolgreicher Qualifikation gemeinsam das Achtelfinale erreichten. Dort unterlag das Duo knapp in fünf Sätzen und trotz zweier Matchbälle dem US-amerikanischen Doppel Mike Bryan und Jack Sock. Mit diesem Auftritt feierte Mies gleichzeitig sein Debüt auf der ATP World Tour. Er gewann im Jahr 2018 mit Krawietz, der die meiste Zeit sein Doppelpartner ist, fünf Challenger-Turniere und stand mit Hans Podlipnik-Castillo zudem im selben Jahr im Halbfinale des Kremlin Cups in Moskau und im Viertelfinale des ATP-World-Tour-500-Turniers in Wien, wo sie die Weltranglistenneunten Jamie Murray und Bruno Soares in zwei Sätzen besiegten. Nach zwei Turnieren Anfang 2019 mit frühen Niederlagen, u. a. der Zweitrundenniederlage bei den Australian Open, gewann Mies – wieder mit Krawietz spielend – am 17. Februar in New York City seinen ersten Titel auf der World Tour. Im Finale siegten sie gegen das Duo Santiago González und Aisam-ul-Haq Qureshi in zwei Sätzen. Bei den French Open gewannen Mies und Krawietz als ungesetzte Paarung den Titel, womit sie den ersten deutschen Doppelerfolg seit 1937 bei einem Grand Slam feiern konnten. Im Oktober erreichte sie bei den US Open das Halbfinale und sicherte sich in Antwerpen ihren dritten gemeinsamen Titel. Sie qualifizierten sich für die ATP Finals, bei denen sie nach einem Sieg in der Gruppenphase nicht über eben jene hinaus kamen. In der Weltrangliste erreichte er am 4. November 2019 mit Rang acht sein bisheriges Karrierehoch. Im November gab Mies, wiederum an der Seite von Kevin Krawietz, sein Debüt für die deutsche Davis-Cup-Mannschaft.
Zum Saisonauftakt 2020 spielte er an der Seite von Krawietz im Doppel für Deutschland beim ATP Cup, bei dem die Mannschaft nicht über die Vorrunde hinauskam. Im Verlauf des Jahres gelangen ihnen bis auf die Halbfinalteilnahme in Marseille und dem gewonnenen Davis-Cup-Match gegen Belarus nur durchwachsene Resultate. Zumeist schieden sie bereits in der ersten oder zweiten Runde aus. Bei den wegen der Pandemie auf Ende September verschobenen French Open gelang ihnen dagegen die Titelverteidigung. Sie starteten an Position acht gesetzt ins Turnier und mussten unter anderem im Achtelfinale drei Matchbälle abwehren, ehe sie in die nächste Runde einzogen. Im Endspiel trafen sie auf Mate Pavić und Bruno Soares, die zuvor die US Open gewonnen hatten, und besiegten diese mit 6:3 und 7:5.

## Erfolge
| Legende (Anzahl der Siege)  |
| Grand Slam (2)              |
| ATP World Tour Finals       |
| ATP World Tour Masters 1000 |
| ATP World Tour 500 (1)      |
| ATP World Tour 250 (4)      |
| ATP Challenger Tour (11)    |

| ATP-Titel nach Belag |
| Hartplatz (2)        |
| Sand (5)             |
| Rasen (0)            |

### Doppel

#### Turniersiege

##### ATP Tour
| Nr. | Datum            | Turnier         | Belag         | Partner         | Finalgegner                            | Ergebnis           |
| --- | ---------------- | --------------- | ------------- | --------------- | -------------------------------------- | ------------------ |
| 1.  | 17. Februar 2019 | New York City   | Hartplatz (i) | Kevin Krawietz  | Santiago González Aisam-ul-Haq Qureshi | 6:4, 7:5           |
| 2.  | 8. Juni 2019     | French Open (1) | Sand          | Kevin Krawietz  | Jérémy Chardy Fabrice Martin           | 6:2, 7:63          |
| 3.  | 20. Oktober 2019 | Antwerpen       | Hartplatz (i) | Kevin Krawietz  | Rajeev Ram Joe Salisbury               | 7:61, 6:3          |
| 4.  | 10. Oktober 2020 | French Open (2) | Sand          | Kevin Krawietz  | Mate Pavić Bruno Soares                | 6:3, 7:5           |
| 5.  | 24. April 2022   | Barcelona       | Sand          | Kevin Krawietz  | Wesley Koolhof Neal Skupski            | 6:73, 7:65, [10:6] |
| 6.  | 1. Mai 2022      | München         | Sand          | Kevin Krawietz  | Rafael Matos David Vega Hernández      | 4:6, 6:4, [10:7]   |
| 7.  | 27. Juli 2024    | Kitzbühel       | Sand          | Alexander Erler | Constantin Frantzen Hendrik Jebens     | 6:3, 3:6, [10:6]   |

##### ATP Challenger Tour
| Nr. | Datum              | Turnier      | Belag       | Partner              | Finalgegner                         | Ergebnis           |
| --- | ------------------ | ------------ | ----------- | -------------------- | ----------------------------------- | ------------------ |
| 1.  | 12. Mai 2017       | Rom (1)      | Sand        | Oscar Otte           | Kimmer Coppejans Márton Fucsovics   | 4:6, 7:612, [10:8] |
| 2.  | 24. Juni 2017      | Poprad-Tatry | Sand        | Mateusz Kowalczyk    | Luca Margaroli Sam Weissborn        | 6:3, 7:63          |
| 3.  | 19. August 2017    | Meerbusch    | Sand        | Kevin Krawietz       | Dustin Brown Antonio Šančić         | 6:1, 7:65          |
| 4.  | 12. Mai 2018       | Rom (2)      | Sand        | Kevin Krawietz       | Sander Gillé Joran Vliegen          | 6:3, 2:6, [10:4]   |
| 5.  | 15. Juni 2018      | Almaty       | Sand        | Kevin Krawietz       | Laurynas Grigelis Wladyslaw Manafow | 6:2, 7:62          |
| 6.  | 9. September 2018  | Genua        | Sand        | Kevin Krawietz       | Martin Kližan Filip Polášek         | 6:2, 3:6, [10:2]   |
| 7.  | 22. September 2018 | Sibiu        | Sand        | Kevin Krawietz       | Tomasz Bednarek David Pel           | 6:4, 6:2           |
| 8.  | 4. November 2018   | Eckental     | Teppich (i) | Kevin Krawietz       | Hugo Nys Jonny O’Mara               | 6:1, 6:4           |
| 9.  | 30. März 2019      | Marbella     | Sand        | Kevin Krawietz       | Sander Gillé Joran Vliegen          | 7:66, 2:6, [10:6]  |
| 10. | 19. Mai 2019       | Heilbronn    | Sand        | Kevin Krawietz       | Andre Begemann Fabrice Martin       | 6:2, 6:4           |
| 11. | 17. Mai 2025       | Oeiras       | Sand        | David Vega Hernández | Marcelo Demoliner David Pichler     | 6:4, 6:4           |

#### Finalteilnahmen
| Nr. | Datum            | Turnier | Belag         | Partner            | Finalgegner                  | Ergebnis   |
| --- | ---------------- | ------- | ------------- | ------------------ | ---------------------------- | ---------- |
| 1.  | 25. Oktober 2020 | Köln    | Hartplatz (i) | Kevin Krawietz     | Raven Klaasen Ben McLachlan  | 2:6, 4:6   |
| 2.  | 21. April 2024   | München | Sand          | Jan-Lennard Struff | Yuki Bhambri Albano Olivetti | 6:76, 6:75 |

## Abschneiden bei Grand-Slam-Turnieren

### Doppel
| Turnier         | 2018 | 2019 | 2020 | 2021 | 2022 | 2023 | 2024 | 2025 | Karriere |
| --------------- | ---- | ---- | ---- | ---- | ---- | ---- | ---- | ---- | -------- |
| Australian Open | —    | 2    | 1    | —    | AF   | VF   | 2    | 1    | VF       |
| French Open     | —    | S    | S    | —    | 1    | HF   | 1    | 1    | S        |
| Wimbledon       | AF   | 1    |      | —    | VF   | 2    | AF   | —    | VF       |
| US Open         | —    | HF   | AF   | AF   | 2    | AF   | 2    |      | HF       |

### Mixed
| Turnier         | 2019 | 2020 | 2021 | 2022 | 2023 | Karriere |
| --------------- | ---- | ---- | ---- | ---- | ---- | -------- |
| Australian Open | —    | 1    | —    | —    | —    | 1        |
| French Open     | —    |      | —    | —    | —    | —        |
| Wimbledon       | 1    |      | —    | 1    | —    | 1        |
| US Open         | 1    |      | —    | 1    | 1    | 1        |

Zeichenerklärung: S = Turniersieg; F, HF, VF, AF = Einzug ins Finale / Halbfinale / Viertelfinale / Achtelfinale; 1, 2, 3 = Ausscheiden in der 1. / 2. / 3. Hauptrunde; nicht ausgetragen

## Auszeichnungen
- 2019: Deutschlands Sportler des Jahres – Platz 3 in der Kategorie Mannschaft des Jahres
- 2020: Deutschlands Sportler des Jahres – Platz 2 in der Kategorie Mannschaft des Jahres
- 2021: Kölns Sportler des Jahres 2019

## Trivia
Seit März 2020 ist Andreas Mies als Kolumnist für die Zeitschrift Tennismagazin tätig.